# Adelasia del Vasto
Adelasia del Vasto, nota anche come Adelaide o Azalaïs (Liguria o Piemonte, 1075 circa – Patti, 16 aprile 1118), fu una nobile italiana della stirpe franca degli Aleramici. Fu  gran contessa di Sicilia (dal suo matrimonio con Ruggero I di Sicilia) e regente della Gran Contea (come madre di Ruggero II, primo re di Sicilia), e anche regina consorte di Gerusalemme (dal suo matrimonio con  Baldovino I di Gerusalemme).

## Biografia

### Infanzia
Adelasia del Vasto (o Adelaide del Vasto) era figlia di Manfredo del Vasto, marchese di Savona e della Liguria Occidentale. Ignoto è il nome della madre. Ebbe almeno un fratello, Enrico, e due sorelle, anche loro di nome sconosciuto. Dopo la morte del padre nel 1079, il zio Bonifacio del Vasto, fratello del padre, assume la guida della marca savonese e la tutela dei nipoti, tutti i cui sposa in Sicilia con gli Altavilla, tre con figli di Ruggero I, ed Adelasia con lo stesso gran conte.

### Primo matrimonio
Nel 1087 Adelasia sposò a Mileto, in Calabria, il gran conte normanno Ruggero I di Sicilia, suggellando così un'alleanza tra aleramici e normanni.

### Gran Contessa di Sicilia
Adelasia giunse al porto di Messina in pompa magna su navi da cui sbarcarono dote, scorta e un nutrito seguito di suoi conterranei liguri e piemontesi che l'avevano seguita per insediarsi nella parte centro-orientale dell'isola. Fu una prima avanguardia di un flusso migratorio poi massicciamente favorito per decenni fino al XIII secolo, ancora oggi testimoniato dall'esistenza di alcune isole linguistiche alloglotte nel cuore della Sicilia, chiamate colonie lombarde, dove si parla un antico dialetto Gallo-Italico.

### Reggenza

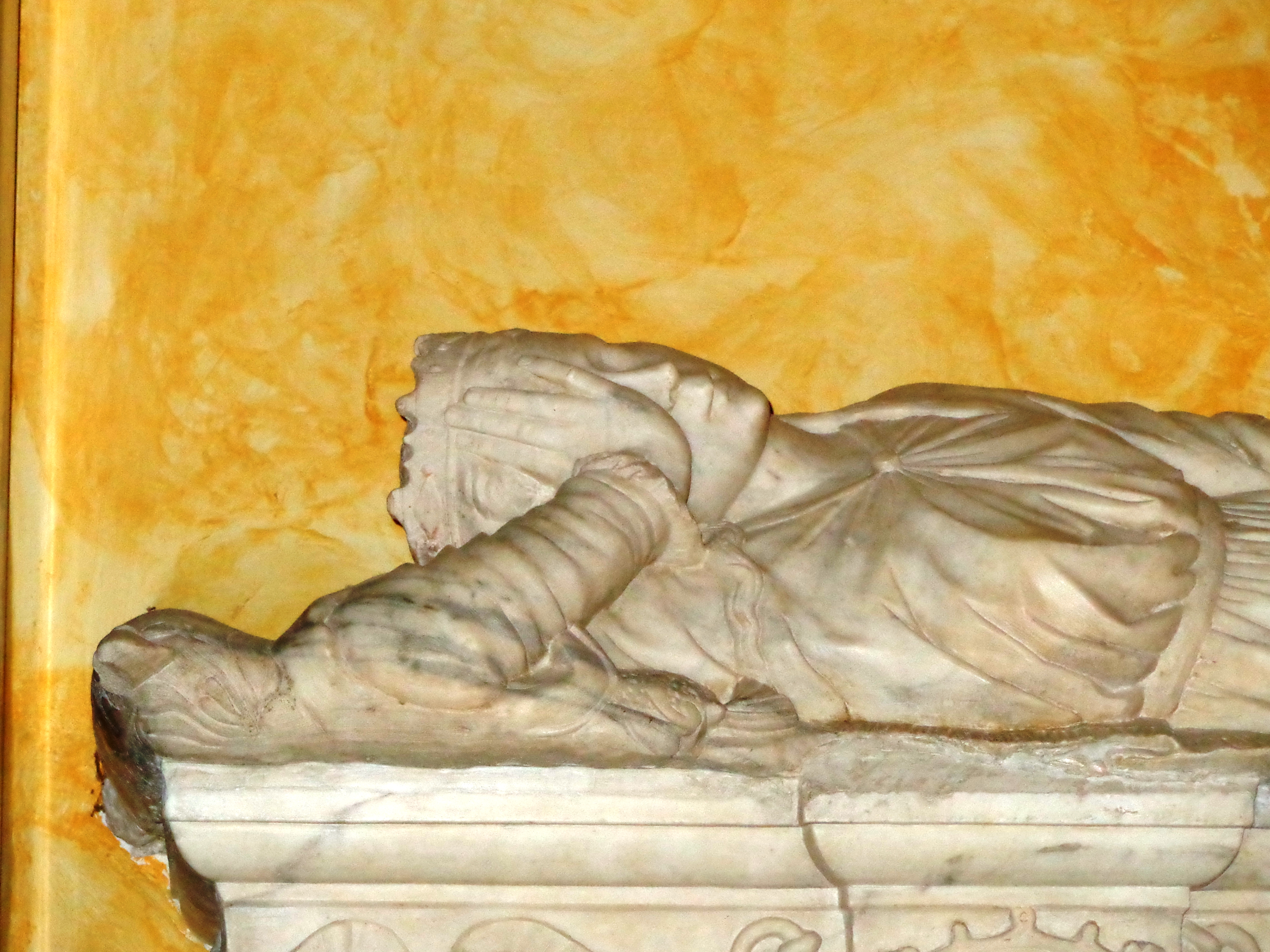
Dettaglio del sarcofago della Regina Adelasia nella Basilica cattedrale di San Bartolomeo di Patti.

Dopo la morte del marito nel 1101, Adelasia divenne reggente della Contea di Sicilia, prima in nome del figlio Simone di Sicilia (morto nel 1105) e poi, fino alla maggiore età del figlio, Ruggero II (sino al 1112). Nel periodo di reggenza si circondò di consiglieri conterranei, tra cui il fratello Enrico del Vasto (che aveva sposato Flandina, figlia del marito), e di altra origine, fra cui soprattutto Cristobulo.

#### Mandato di Adelasia
Fu durante il periodo di reggenza che redasse ciò che oggi è conosciuto come il documento cartaceo più antico d'Europa. È il cosiddetto "Mandato di Adelasia", scritto nel 1109. Si tratta di un documento bilingue, in greco nella sezione superiore e in arabo in quella inferiore, con cui si ordinava ai vicecomitali della terra di Castrogiovanni di proteggere il monastero di San Filippo di Demenna, sito nella valle di San Marco. Adelasia adottò la carta perché non si trattava di un diploma o di un privilegio ufficiale, per i quali veniva adoperata la più solenne pergamena, ma piuttosto di un atto di natura transitoria. L'uso della carta era già stato mediato dal mondo arabo. Il documento, prima conservato presso l'abbazia di San Filippo di Fragalà, venne poi acquistato dall'Archivio di Stato di Palermo, dove si trova tuttora.

### Regina di Gerusalemme
Nel 1113 sposò in seconde nozze Baldovino I di Gerusalemme, divenendo Regina di Gerusalemme. Le speranze di Adelasia che suo figlio Ruggero II potesse ereditare il regno di Gerusalemme si rivelarono mal riposte, perché il nuovo matrimonio correva il grave rischio di essere annullato, visto che Baldovino risultava ancora marito della sua seconda moglie Arda d'Armenia (un'armena che aveva ripudiato); inoltre il re aveva già speso tutta la dote di Adelasia per pagare il soldo arretrato delle sue truppe e non aveva quindi grandi speranze di incamerare granché d'altro. A tutto ciò si aggiunga la noia della vita di corte per Adelasia, abituata ai fasti della corte normanna siciliana, per cui, approfittando di una grave malattia di Baldovino, il Legato pontificio Arnolfo strappò al re il consenso per l'annullamento del matrimonio con Adelasia, malgrado Baldovino non fosse favorevole a rinunciare alla preziosa alleanza con i Normanni di Sicilia.

### Ultimi anni e morte

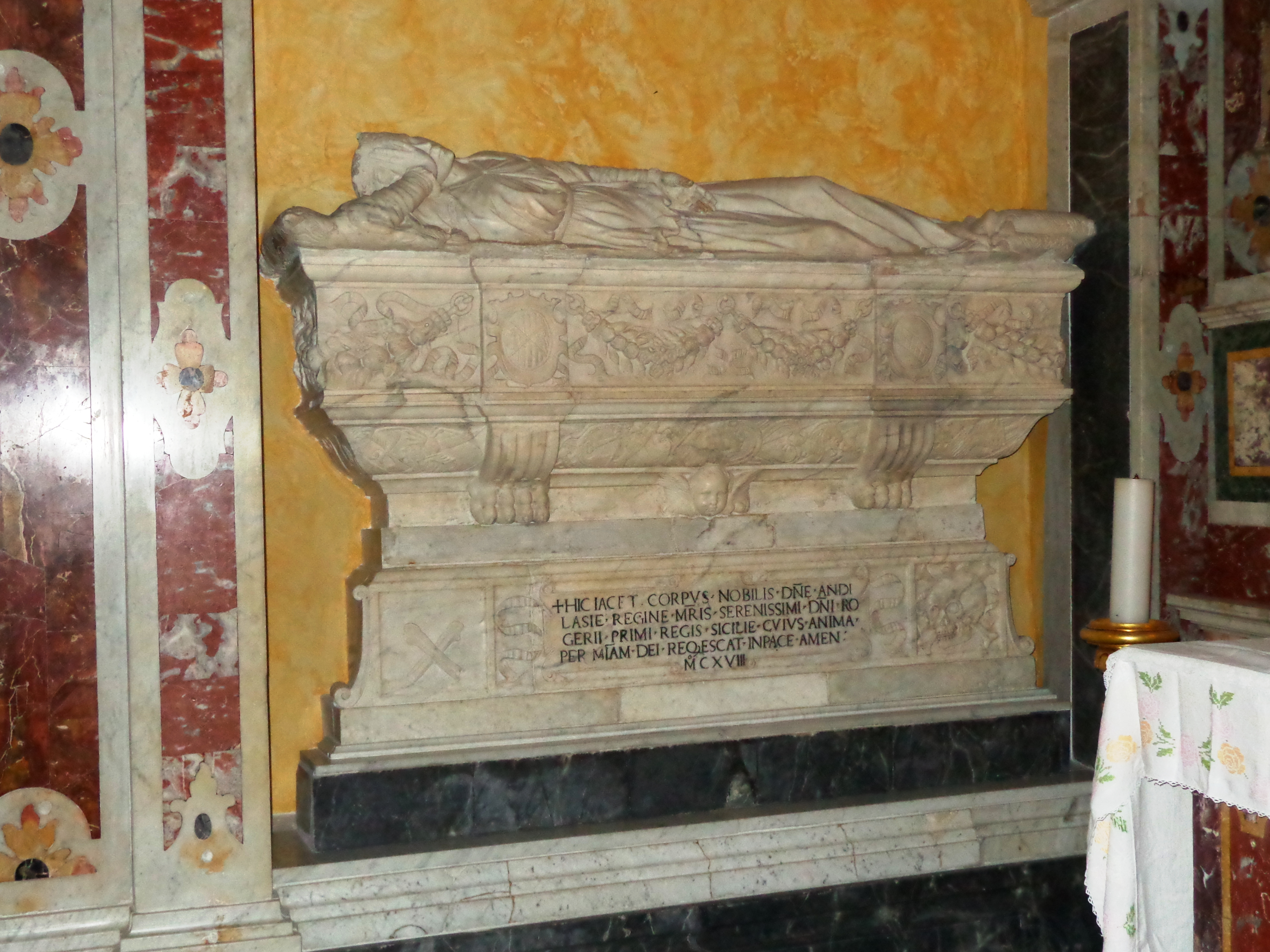
La Tomba della Regina Adelasia nella Basilica cattedrale di San Bartolomeo di Patti.

Nel 1117 Adelaide tornò in Sicilia portando con sé per la prima volta in suolo italiano i religiosi che seguivano la regola dell'Ordine della Beata Vergine del Monte Carmelo, i cosiddetti Carmelitani - ordine religioso sorto in Terra santa - ai quali si era legata ancora di più in seguito alle sofferenze derivate dalla separazione matrimoniale. Subito dopo l'arrivo in Sicilia, i Carmelitani fondarono chiese e monasteri il primo in assoluto a Messina in contrada Ritiro, luogo di sepoltura anche di Antonello da Messina e poi a Trapani, a Palermo, e da lì in tutta Italia e poi in tutto il mondo. Questo atto religioso che diede risalto e universalità ai Carmelitani, non fu l'unico segno della sua spiritualità cristiana. Finì la propria vita a Patti facente parte della Città metropolitana di Messina presso un convento religioso benedettino pur non prendendo mai i voti, dove morì il 16 aprile dell'anno seguente.
Le spoglie di Adelasia vennero tumulate nella cattedrale di Patti, dove ancora oggi si ammira la tomba in stile rinascimentale.

## Matrimoni e discendenza
Adelasia del Vasto sposò nel 1087 Ruggero I di Sicilia, del quale fu la terza e ultima moglie e al quale diede quattro figli:
- Simone (1093 - 1105), Gran Conte di Sicilia;
- Matilde, che sposò il conte Rainulfo di Alife;
- Ruggero (1095 - 1154), primo Re di Sicilia e successore del padre;
- Maximilla († post 1137), che sposò il conte Ildebrandino VI Aldobrandeschi

Da Baldovino I di Gerusalemme, sposato nel 1113, non ebbe figli (il matrimonio fu annullato).

## La disputa sulle origini familiari
Le sue origini familiari sono state oggetto di molte controversie fra gli studiosi di genealogie. Già il normanno Orderico Vitale la diceva erroneamente filia Bonefacii Liguris. Gli storici danno però credito a Goffredo Malaterra, biografo ufficiale del conte Ruggero I d'Altavilla, che la indica come: nepotem Bonifacii, famosissimi Italorum marchionis, filiam videlicet fratris eius. Secondo le cronache siciliane Adelasia sarebbe stata spogliata dei suoi beni dallo zio e sarebbe fuggita in Sicilia. La vicenda del re, che sposa una povera orfanella, potrebbe però essere leggendaria. Sembra più verosimile che dopo la morte nel (1079) di Manfredi del Vasto, padre di Adelasia, e di Anselmo, fratello di Manfredi, Bonifacio sia diventato tutore di Adelasia e ne abbia combinato il matrimonio nel 1089 (e per questo Orderico lo indica come padre). Per il matrimonio sarà stata versata una congrua dote in quanto esso era parte di ampi rapporti diplomatici, commerciali e militari fra gli Aleramici e i Normanni.
Tuttavia, secondo la legge salica, seguita dagli aleramici Del Vasto, la terra era proprietà (spesso indivisa) dei soli figli maschi; Adelasia non poté quindi portare in dote feudi liguri e piemontesi e ciò spiegherebbe la leggenda della sua spoliazione. Il fratello di Adelasia, Enrico del Vasto compare nel 1097 assieme a Bonifacio in una donazione alla canonica di Ferrania nel retroterra savonese, dimostrando, così che i propri diritti ereditari erano ancora in vigore. Una sua sorella sposò Giordano, figlio illegittimo di Ruggero I, suo marito.

## Ascendenza
|                           |   |                      | Genitori                        |  |  | Nonni |  |  | Bisnonni |  |  | Trisnonni |  |
|                           |   |                      |                                 |  |  |       |  |  | …        |  |  | …         |  |
|                           |   |                      |                                 |  |  |       |  |  | …        |  |  | …         |  |
|                           |   | …                    |                                 |  |  |       |  |  | …        |  |  |           |  |
| Teuto di Savona           |   |                      |                                 |  |  |       |  |  | …        |  |  |           |  |
|                           |   | …                    | …                               |  |  |       |  |  |          |  |  |           |  |
|                           |   | …                    | …                               |  |  |       |  |  |          |  |  |           |  |
|                           |   | …                    | …                               |  |  |       |  |  |          |  |  |           |  |
| Manfredo Incisa del Vasto |   | …                    |                                 |  |  |       |  |  |          |  |  |           |  |
|                           |   | Olderico Manfredi II | Olderico Manfredi I             |  |  |       |  |  |          |  |  |           |  |
|                           |   | Olderico Manfredi II | Olderico Manfredi I             |  |  |       |  |  |          |  |  |           |  |
|                           |   | Olderico Manfredi II | Prangarda di Canossa            |  |  |       |  |  |          |  |  |           |  |
| Berta di Torino           |   | Olderico Manfredi II |                                 |  |  |       |  |  |          |  |  |           |  |
|                           |   | Berta di Milano      | Oberto II (Margravio di Milano) |  |  |       |  |  |          |  |  |           |  |
|                           |   | Berta di Milano      | Oberto II (Margravio di Milano) |  |  |       |  |  |          |  |  |           |  |
|                           |   | Berta di Milano      | Railenda                        |  |  |       |  |  |          |  |  |           |  |
| Adelasia del Vasto        |   | Berta di Milano      |                                 |  |  |       |  |  |          |  |  |           |  |
|                           | … | …                    |                                 |  |  |       |  |  |          |  |  |           |  |
|                           | … | …                    |                                 |  |  |       |  |  |          |  |  |           |  |
|                           | … | …                    |                                 |  |  |       |  |  |          |  |  |           |  |
| …                         | … |                      |                                 |  |  |       |  |  |          |  |  |           |  |
|                           |   | …                    | …                               |  |  |       |  |  |          |  |  |           |  |
|                           |   | …                    | …                               |  |  |       |  |  |          |  |  |           |  |
|                           |   | …                    | …                               |  |  |       |  |  |          |  |  |           |  |
| …                         |   | …                    |                                 |  |  |       |  |  |          |  |  |           |  |
|                           |   | …                    | …                               |  |  |       |  |  |          |  |  |           |  |
|                           |   | …                    | …                               |  |  |       |  |  |          |  |  |           |  |
|                           |   | …                    | …                               |  |  |       |  |  |          |  |  |           |  |
| …                         |   | …                    |                                 |  |  |       |  |  |          |  |  |           |  |
|                           |   | …                    | …                               |  |  |       |  |  |          |  |  |           |  |
|                           |   | …                    | …                               |  |  |       |  |  |          |  |  |           |  |
|                           |   | …                    | …                               |  |  |       |  |  |          |  |  |           |  |
|                           |   | …                    |                                 |  |  |       |  |  |          |  |  |           |  |